# Milton de Arruda Martins
Milton de Arruda Martins (São Paulo, SP, 1º de abril de 1954) é um médico, professor e pesquisador brasileiro. Em 1977, formou-se pela Faculdade de Medicina da Universidade de São Paulo (FMUSP) e, em 1980, concluiu a residência em Clínica Médica pelo Hospital das Clínicas da USP. Em 1987, concluiu Doutorado em Patologia pela FMUSP com a orientação de Paulo Saldiva. Entre 1988 e 1990, realizou pós-doutorado na Harvard Medical School. Desde 1994, é professor titular de Clínica Médica da FMUSP, atuando no Centro de Desenvolvimento de Educação Médica. Entre 2011 e 2012, durante o primeiro Governo Dilma Rousseff, foi o Secretário de Gestão do Trabalho e da Educação na Saúde do Ministério da Saúde, chefiado pelo Ministro Alexandre Padilha.
Sua atuação na área da Educação Médica foi reconhecida pela Associação Brasileira de Educação Médica através do Prêmio Correa Picanço (2008) e da Medalha do Mérito Educacional (2012). Em 2010, recebeu o Prêmio Jabuti, na categoria "Ciências Naturais e Ciências da Saúde", pela publicação, como editor, da coletânea "Clínica Médica" (Manole, 2009). Desde 2017, é membro "Master" do American College of Physicians. Em 2018, recebeu a Medalha de Mérito em Clínica Médica, concedida pela Sociedade Brasileira de Clínica Médica, e, em 2024, o título Doutor Honoris Causa, pela Faculdade Evangélica Mackenzie do Paraná.